# Euvrilletta serricornis
Euvrilletta serricornis là một loài bọ cánh cứng thuộc chi Euvrilletta trong họ Ptinidae.